# São Paulo em Regola (diaconia)
São Paulo em Regola (em latim, S. Pauli Apostoli in Arenula) é uma diaconia instituída em 25 de janeiro de 1946, pelo Papa Pio XII, por meio da constituição apostólica Sancti Hadriani Ecclesia, em substituição à diaconia de Santo Adriano, suprimida.
Sua igreja titular é San Paolo alla Regola.

## Titulares protetores
- Alojzije Stepinac (1952-1960; nunca possuído)
- Giuseppe Fietta, título pro illa vice (1958-1960)
- Michael Browne, O.P. (1962-1971)
- Vacante (1971-2010)
- Francesco Monterisi (2010-2021); título pro hac vice (desde 2021)